# Reicheiodes
Reicheiodes is een geslacht van kevers uit de familie van de loopkevers (Carabidae). De wetenschappelijke naam van het geslacht is voor het eerst geldig gepubliceerd in 1891 door Ganglbauer.

## Soorten
Het geslacht Reicheiodes omvat de volgende soorten:
- Reicheiodes alpicola (Ganglbauer, 1891)
- Reicheiodes assmanni Balkenohl, 1999
- Reicheiodes convexipennis (Balkenohl, 1994)
- Reicheiodes dewaillyi (Kult, 1949)
- Reicheiodes ellipsoideus Balkenohl, 1995
- Reicheiodes fontanae (Bari, 1950)
- Reicheiodes franzi Dostal, 1993
- Reicheiodes igai (Nakane & Ueno, 1953)
- Reicheiodes jaegeri Balkenohl & J.Schmidt, 1997
- Reicheiodes kodoriensis Fedorenko, 1996
- Reicheiodes kulzeri Bulirsch & Fedorenko, 2007
- Reicheiodes lederi (Reitter, 1888)
- Reicheiodes loebli (Balkenohl, 1994)
- Reicheiodes meybohmi Balkenohl, 2003
- Reicheiodes microphthalmus (Heyden, 1870)
- Reicheiodes rotundipennis (Chaudoir, 1843)
- Reicheiodes schatzmayri (Bari, 1950)
- Reicheiodes yanoi (Kult, 1949)
- Reicheiodes zvarici (Bulirsch, 1990)